# زمان اکار
زمانِ اکار (به انگلیسی: Downtime) دوره‌ای از زمان است که ماشین یا سامانه‌ای (معمولاً رایانهٔ کارساز) برون‌خط است یا کار نمی‌کند.